# Kronopolites occidentalis
Kronopolites occidentalis är en mångfotingart som beskrevs av Sergei I. Golovatch 1983. Kronopolites occidentalis ingår i släktet Kronopolites och familjen orangeridubbelfotingar. Inga underarter finns listade i Catalogue of Life.